# Opelika
Opelika est une ville américaine, siège du comté de Lee dans l'est de l'État de l'Alabama. Lors du recensement de 2010, sa population s'élève à 26 477 habitants.
Opelika est le siège d'implantation de la première usine de fabrication de bandes magnétiques aux États-Unis,.

## Histoire
La ville d'Opelika est d'abord nommée Opelikan, d'après un terme de la langue des Creeks signifiant « zone marécageuse ». Le nom est rectifié quelques années plus tard selon la prononciation exacte du terme d'origine. À l'arrivée des premiers colons, en 1836, son territoire avait d'abord été baptisé « Lebanon », mais en 1840, l'année de l'implantation de son bureau de poste, elle s'appelle Opelikan.
La ville voit ses infrastructures dont sa voie de chemin de fer saccagés à l'issue de la guerre de Sécession. Elle connaît ensuite une forte croissance entre 1870 et 1900, la ville étant le siège de trois périodiques en 1869, conjointement à une histoire très mouvementée sur le plan politique comme sur le plan social : siège revendiqué d'un comté insoumis à l'autorité fédérale, lieu de rassemblement de buveurs et de mauvais garçons dans sa périphérie, elle est un lieu de non-droit et de batailles qui la font mettre sous administration militaire entre 1882 et 1899, date à l'issue de laquelle sa charte civile est réinstaurée.

## Personnalités liées à la ville
- James Voss, astronaute américain.

## Démographie
| 1880  | 1890  | 1900  | 1910  | 1920  | 1930  | 1940  | 1950   |
| ----- | ----- | ----- | ----- | ----- | ----- | ----- | ------ |
| 3 245 | 3 703 | 4 245 | 4 734 | 4 960 | 6 156 | 8 487 | 12 295 |

| 1960   | 1970   | 1980   | 1990   | 2000   | 2010   | - | - |
| ------ | ------ | ------ | ------ | ------ | ------ | - | - |
| 15 678 | 19 027 | 21 896 | 22 122 | 23 498 | 26 477 | - | - |